# 도이초등학교
도이초등학교는 대한민국 경기도 화성시에 있는 공립 초등학교이다.

## 학교 연혁
- 2008. 01. 17 도이초등학교 설립 인가
- 2008. 10. 01 초대 서상혁 교장 부임
- 2008. 10. 01 도이초등학교 6학급 개교
- 2008. 11. 26 병설유치원 3학급 편성
- 2010. 03. 01 지역공동 영재학급
- 2010. 03. 01 주제중심 체험학습장 운영
- 2010. 03. 01 초등 보육돌봄교실 2개반, 꿈나무 안심학교 1개반 운영
- 2012. 09. 01 제2대 최평자 교장 부임
- 2013. 02. 15 제5회 졸업식(136명, 총 462명)
- 2013. 03. 01 도이초등학교 30학급, 병설유치원 3학급, 특수학급 1학급 편성
- 2014. 02. 18 제6회 졸업식(129명, 총 591명)
- 2014. 03. 02  도이초등학교 32학급, 병설유치원3학급, 특수학급 1학급 편성
- 2015. 02. 13 제7회 졸업식(114명, 총798명)2014. 02. 18 제6회 졸업식(129명, 총 591명)
- 2017. 09. 01 제3대 양해남 교장 부임
- 2022. 12. 30 일반학급 27학급, 특수학급 2학급, 유치원 3학급 운영, 제15회 졸업식(졸업생 135명, 총 1826명)
- 2023. 03. 02 혁신학교 운영, 경기도교육청 지정 초등돌봄교실 4학급 운영